# ローラ・ブッシュ
ローラ・レーン・ウェルチ・ブッシュ（Laura Lane Welch Bush, 1946年11月4日 - ）は、第43代アメリカ合衆国大統領ジョージ・W・ブッシュの妻である。身長5フィート6インチ（約168cm）。

## 生い立ち
ローラ・レーン・ウェルチ (Laura Lane Welch) は、テキサス州ミッドランドで住宅ローンと注文住宅の販売業に就いていたハロルド・ブルース・ウェルチ（Harold Bruce Welch,1912年 - 1995年）とデパートの広報部員だったジェンナ・ルイーズ・ホーキンス（1919年 - ）の一人娘として生まれる。彼女の家庭は、当時のテキサスの大部分の家庭がそうであったように、保守的な民主党員であった。彼女は、未来の夫であるジョージ・W・ブッシュと同じ中学に通い（当時はジョージのことは知らなかった）、トミー・フランクス陸軍大将（Tommy Franks）やトミー・リー・ジョーンズと同時期に同じロバート・E・リー高校に通った。

## 自動車事故
ローラは17歳になった2日後の1963年11月6日に、級友のジュディ・ダイクと自らのシボレー・セダンを運転していた。午後8時を過ぎた頃、国道349号線とテキサス州農道868号線（現在は4車線の国道）の交差点に通りかかった。彼女は一時停止標識を無視し級友のシボレー・コーヴェアー・セダンに追突する。ローラとダイクは軽傷で済んだが、追突された元ボーイフレンドのマイケル・ダットン・ダグラス（Michael Dutton Douglas）は衝撃で車外に放り出され、ミッドランド・メモリアル病院に搬送されたが、頸椎の骨折により死亡した。未成年であったローラは刑事罰を受けなかった。2000年5月に2ページからなる警察の事故報告書が公開されたが、ファーストレディであった期間は事故について語ることはなかった。

## 教員生活
彼女はダラスの南メソジスト大学に入学する。大学では女子社交クラブ「カッパ・アルファ・シータ」のメンバーであった。1968年に理学士の学位を得て大学を卒業した。大恐慌のために両親や医師の伯父は大学を中退していたので、一族で初めての大学の学位取得者となった。1969年までダラス独立学区のロングフェロー小学校で学校教師を務める。続いてヒューストンのヒューストン独立学区にあるジョン・F・ケネディ小学校で1972年まで教鞭を執った。この学校はスラム街にある困難の多い学校だったが、献身的な教員で構成されており、この学校での経験は後のローラの活動に強い影響を与えた。
その後彼女は、テキサス大学オースティン校から1973年に図書館学修士号を得る。彼女はヒューストン公立図書館で1974年まで勤務した後、オースティンに戻り、オースティン独立学区にあるドーソン小学校の図書館員として1977年まで勤務した。

## 結婚・家族

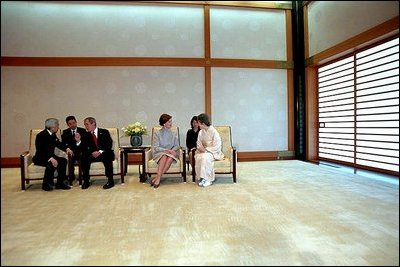
2002年1月、皇居宮殿竹の間にて、夫であるアメリカ合衆国大統領ジョージ・W・ブッシュとともに明仁天皇、美智子皇后と会談

ローラ・ウェルチは1977年、友人宅のバーベキュー・パーティでジョージ・W・ブッシュに出会う。3か月の交際の後、11月5日にミッドランドの第一統一メソジスト教会でブッシュと結婚する。同教会は彼女が洗礼を施された教会であった。
1981年にローラは双子の娘、ジェンナとバーバラを出産する。彼女らの名はそれぞれの母親から受け継いだものである。彼女らは2000年に高校を、2004年に別々の大学を卒業した。ジェンナはNBC『トゥデー』のアンカーの一人で、バーバラは博物館の学芸員、教員、慈善活動家の顔を持つ。

## テキサス州知事夫人として
1995年、ジョージがテキサス州知事に就任すると、ローラはテキサスのファーストレディとして教育問題に尽力した。特に関心を持って取り組んだのは家族リテラシー・バーバラ・ブッシュ財団と協働しての未就学児への教育プログラムの実施や、教育困難な地域や家庭をサポートするケースワーカーへの支援、そして「テキサス・ブック・フェスティバル」の開催である。エルパソ在住の退役軍人兼作家のロバート・スキミンの提案で始められたこのブック・フェスティバルは成功を収め、テキサス州の恒例行事となった。

## ファーストレディ

### 女性の権利向上を支援
2000年当時でアメリカ史上最も接戦となった選挙戦をジョージが勝利し、ローラはファーストレディーとなると、前任のヒラリー・クリントン、あるいは選挙戦での競争相手の妻で、アル・ゴアが副大統領になる前は夫より有名人だったティッパー・ゴアとは対照的で、良く言えば古風な、悪く言えば冴えない1950年代風の主婦と評された。しかし多くの活動でその風評を覆した。2001年11月17日、ナショナル・パブリック・ラジオでの恒例の大統領のスピーチを大統領本人に代わって行った初めてのファーストレディとなった。ローラはアフガニスタンの女性の権利向上、子供の保護を訴えるスピーチを行った。2005年には単独でアフガニスタンを訪問した。
この後もアフガニスタンなどイスラム社会、アフリカなど第三世界での女性の権利向上、参政権運動の支援を行った。アフリカの女性への援助は識字率向上のみならず、HIV患者や性的暴力の被害者などにも向けられた。
また、アメリカ合衆国憲法修正第14条が女性の堕胎の権利を保障していると初めて判示した1973年のロー対ウェイド判決は破棄されるべきではない、と明言した。
当初のパブリックイメージとは異なるローラの政治への関与は時に身内のホワイトハウス内部や、「保守反動的で古臭い主婦」とローラを揶揄したリベラル派の両方を戸惑わせたが、夫や首席補佐官のアニタ・マクブライドらスタッフ、著名な政治家やシェリー・ブレアら外国のファーストレディーの支援を受け、そして一般の女性たちの支持を受けた。

### 教育と読書
テキサス州知事夫人時代同様に教育と読書を推進することはローラのライフワークであった。2001年に「ローラ・ブッシュ米国図書館財団」を設立し、学校の図書館を支援した。
男子生徒の高い高校中退率と低い大学進学率に着目し、これと併せて、テキサスで始めた教育困難家庭や虐待された子供への支援は、ギャングに関係するなど問題を抱える若者への更生支援などへも発展した。
2001年にはナショナル・ブックフェスティバルを創設した。2002年の第二回大会にはロシアのウラジーミル・プーチン大統領夫人(当時)リュドミラ・プーチナを招いている。

### 史跡の保護活動
ヒラリー・クリントンが取り組んでいた「セイヴ・アメリカズ・トレジャー」運動を引き継ぎ、国家の歴史的建造物や芸術品の保護を推進した。

## 後年
2010年5月に自伝『ローラ・ブッシュ自伝 脚光の舞台裏』（原題: Spoken from the Heart）を発表した。幸せな子供時代と1950年代～1960年代のミッドランドの暮らし、第二次世界大戦の西部戦線を戦い、解放した強制収容所で目撃した凄惨な情景を常に心に留めていた父、ローラ以外の子供を全て早産や死産で失った母の苦しみを描いた。また家庭人としての夫ジョージの姿、アメリカ同時多発テロ事件後の日々、イラク戦争、ヒラリー・クリントンや「私たちテキサスの大統領」と敬愛していたリンドン・ジョンソンの夫人レディ・バード・ジョンソンや子供たち、コンドリーザ・ライスら政権スタッフ、そして外国首脳（トニー・ブレア夫妻や小泉純一郎、ウラジーミル・プーチン夫妻、チェコ大統領ヴァーツラフ・ハヴェル夫妻など）からホワイトハウスのスタッフたちとの交流と友情を描いた。同時に、アル・ゴアやジョン・ケリーとの熾烈な選挙戦とイラク戦争が生んだ国の分断が引き起こした夫への誹謗中傷、自身の活動への拒絶や妨害、娘たちにまで向けられた攻撃への怒り、そして初めて高校時代に起こした交通事故のことを詳細に書いたこの本はベストセラーとなった。他方でイラク戦争に非協力的だったフランスとドイツ両政府への批判と、2007年にドイツ政府が主催したハイリゲンダム・サミットでのアメリカ合衆国代表団の「不可思議な食中毒」への指摘は欧州で物議を醸した。

## その他エピソード

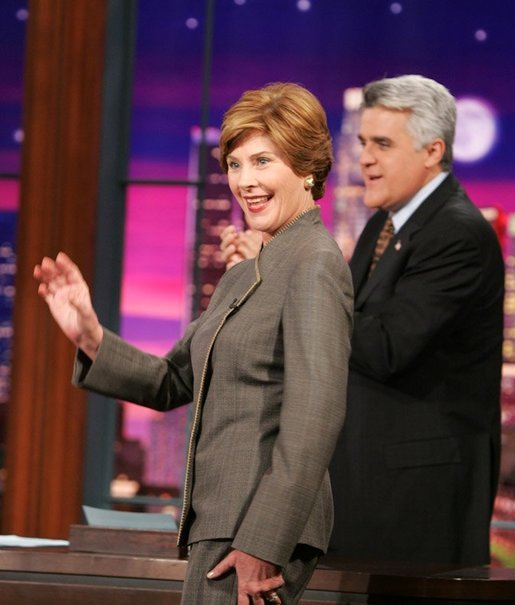
アメリカのトーク番組『ザ・トゥナイト・ショー・ウィズ・ジェイ・レノ』に出演するローラ夫人（2004年）

1986年、ジョージは40歳の誕生日を機に禁酒。この禁酒にはローラの粘り強い働きかけと篤い信仰心が影響したとされる。ジョージの大統領就任後、一般に広く知られた有名なローラが言ったとされる「ジム・ビームと私のどっちを取るの」、は実際には言っていないという。
恒例行事である2005年のホワイトハウス記者会主催晩餐会で、アメリカの人気テレビドラマ『デスパレートな妻たち』のファンであり、夫が早寝すぎるのでこの番組を副大統領夫人のリン・チェイニーと見ることだけが楽しみだと笑わせたが、あくまでもジョークであり、実際には一度も見たことがなかったが、ローラがこのドラマのファンであることと、ジョージに絶望している、という噂が独り歩きするようになり、外国の首脳やその配偶者たちから真顔で「本当に絶望的なのですか」と訊かれることもあった。